# Municipio de Okawville
El municipio de Okawville (en inglés: Okawville Township) es un municipio ubicado en el condado de Washington en el estado estadounidense de Illinois. En el año 2010 tenía una población de 1987 habitantes y una densidad poblacional de 21,11 personas por km².

## Geografía
El municipio de Okawville se encuentra ubicado en las coordenadas 38°26′3″N 89°32′20″O / 38.43417, -89.53889. Según la Oficina del Censo de los Estados Unidos, el municipio tiene una superficie total de 94.14 km², de la cual 93.9 km² corresponden a tierra firme y (0.26%) 0.24 km² es agua.

## Demografía
Según el censo de 2010, había 1987 personas residiendo en el municipio de Okawville. La densidad de población era de 21,11 hab./km². De los 1987 habitantes, el municipio de Okawville estaba compuesto por el 98.69% blancos, el 0.35% eran afroamericanos, el 0.25% eran amerindios, el 0.1% eran asiáticos, el 0.1% eran isleños del Pacífico, el 0.05% eran de otras razas y el 0.45% pertenecían a dos o más razas. Del total de la población el 1.41% eran hispanos o latinos de cualquier raza.